# 천장전대 고세이저
《천장전대 고세이저》(일본어: 天装戦隊ゴセイジャー 덴소센타이 고세이자[*])는 일본 토에이가 제작한 슈퍼 전대 시리즈 34번째 작품으로, 2010년 2월 14일부터 2011년 2월 6일까지 일본 TV 아사히에서 방영되었다. 캐스트와 캐릭터 등의 공식적인 발표는 2010년 1월 30일 ~ 31일 사이에 도쿄 돔 시티에서 공개되었다. 또한 공식 공개 전에 개봉한 《사무라이전대 신켄저 vs. 고온저: 은막 BANG!!》에서 카메오로 출연하였다. 주인공들은 천사를 모티프로 한 슈트와 무기로, 우주의 외계 생물과 미확인 동물, 로봇 군단, 그리고 타락 천사 세력과 상대하게 된다. 캐치프라이즈는 '강림'(降臨)이다. 2011년 7월 18일, 챔프 TV는 고세이저의 한국어 더빙판인 《파워레인저 미라클포스》라는 이름으로 방영되었다.

## 배경
태고부터 지구를 사악한 무리로부터 지켜온 존재를 호성천사(護星天使 고세이 덴시[*])라고 했다. 현대에, 다수의 별을 침략해온 우주학멸군단 워스타는 지구를 다음 목표로 지정하고, 호성천사들이 침략에 방해된다고 판단하여, 수하의 데레푸타로 하여금 천국의 탑(天の塔 덴노 토[*])을 파괴하게 한다. 지구에 남아있던 다섯 명의 견습 호성천사들은, 원래의 호성계로 돌아가는 방법을 찾으면서, 워스타를 비롯한 사악한 무리로부터 지구를 지켜야 할 임무를 짊어지게 된다.

## 비비 설명
비비는 이 애니메이션의 기본이 되는 몬스터다.얼굴에 양의 모습이 일부 있고 무기를 다룰줄 안다. 그러나 쉽게 죽음을 당하고 비비충에 의해 부활하지도 못한다.
비비충은 쓰러진 몬스터를 일으켜 세운다 비비충으로 부활한 몬스터는 기존의 모습보다 조금더 커진다.

## 고세이저
고세이저는 호성천사의 일원으로, 다섯 명의 견습 호성천사들로 구성되어 있다. 10,000여년 전에 신비한 힘을 가지고, 호성계(護星界 고세이카이[*])로 떠났던 이들의 후예로, 인간과 동일한 모습을 지니고 있으나 보통의 인간에게는 보이지 않으며, 보이더라도 그들의 기억을 없애버림으로써 자신들의 존재를 알리지 않으려 노력한다. 이들과 같은 호성천사들은 천국의 탑을 통해 호성계와 지구를 오가며, 지구를 지키기 위한 사명을 띄고 있다. 천국의 탑이 파괴된 후에는 호성천사 중 고세이저만이 남아 지구를 지키기 위한 임무를 수행하게 된다. 지구에서 고세이저의 정체를 아는 존재는 아마치 노조무와 마스터 헤드가 호성계에서부터 보내 온 로봇인 데이터스 뿐이다.
- 아라타 / 고세이 레드 → 슈퍼 고세이 레드 (국내명: 미르 / 미라클 레드 → 슈퍼 미라클 레드) (21세 (1989년 출생))
- 에리 / 고세이 핑크 → 슈퍼 고세이 핑크 (국내명: 에리 / 미라클 핑크 → 슈퍼 미라클 핑크) (22세 (1988년 출생))
- 아그리 / 고세이 블랙 → 슈퍼 고세이 블랙 (국내명: 케인 / 미라클 블랙 → 슈퍼 미라클 블랙) (21세 (1989년 출생))
- 모네 / 고세이 옐로 → 슈퍼 고세이 옐로 (국내명: 모네 / 미라클 옐로 → 슈퍼 미라클 옐로) (17세 (1993년 출생))
- 하이드 / 고세이 블루 → 슈퍼 고세이 블루 (국내명: 하이드 / 미라클 블루 → 슈퍼 미라클 블루) (23세 (1987년 출생))
- 고세이 나이트 (국내명: 미라클 나이트) (17회부터 등장)

## 사악한 혼
- 혜성의 브레드런(彗星のブレドラン) → 츄파카브라의 브레드런(チュパカブラの武レドラン) → 사이보그의 브레드런(サイボーグのブレドRUN) → 구성주의 브라지라(救星主のブラジラ) (패러디 원본: 《블레이드 러너(Blade Runner)》 (개봉: 1982년 (미국&일본)) (브레드런), 《여인의 음모(Brazil)》 (개봉: 1985년 (유럽), 1986년 (미국), 1987년 (일본)) (브라지라)) (수령)
- 혹성의 몬스 드레이크(惑星のモンス・ドレイク) (패러디 원본: 《스타 트렉(Star Trek: The Motion Picture)》 (개봉: 1980년 (미국&일본))) (간부) (1회부터 등장) (15회로 사망)
- 유성의 데레프터(流星のデレプタ) (패러디 원본: 《프레데터(Predator)》 (개봉: 1987년 (미국&일본))) (간부) (1회부터 등장) (16회로 사망)
- 브로브의 막인(ブロブの膜イン) (패러디 원본: 《블롭(The Blob)》 (개봉: 1958년 (미국), 1965년 (일본))) (간부) (17회부터 등장) (32회로 사망)
- 빅풋의 근그곤(ビッグフットの筋グゴン) (패러디 원본: 《킹콩(King Kong)》 (개봉: 1933년 (미국&일본))) (간부) (17회부터 등장) (32회로 사망)
- 천재의 로보코크(10サイのロボゴーグ) (패러디 원본: 《로보캅(Robocop)》 (개봉: 1987년 (미국), 1988년 (일본))) (간부) (33회부터 등장) (44회로 사망)
- 에이전트의 메탈 앨리스(エージェントのメタルアリス) (패러디 원본: 《메트로폴리스(Metropolis)》 (개봉: 1927년 (유럽&미국), 1929년 (일본))) (간부) (33회부터 등장) (44회로 사망)
- 비비(ビービ) (패러디 원본: B급 영화(B movies)) (전투원)

전력
- 우주모함 인데베이더(宇宙母艦インデベーダー) (패러디 원본: 《인디펜던스 데이(Independence Day)》 (개봉: 1996년 (미국), 1997년 (일본))) (旧 기지)
- 엘레이의 상자(エルレイの匣) (패러디 원본: 《악령의 상자(Hellraiser)》 (개봉: 1987년 (유럽&미국), 1988년 (일본))) (막인과 근그곤의 순간이동 상자)
- 기계요새 터미널(機械要塞ターミネル) → 구성요새 라비린델(救星要塞ラビリンデル) (패러디 원본: 《터미네이터(The Terminator)》 (개봉: 1985년 (미국&일본)) (터미널), 《사라의 미로여행(Labyrinth)》 (개봉: 1986년 (미국&일본)) (라비린델)) (新 기지)
- 내가 엔드(ネガー・エンド) (패러디 원본: 《끝없는 이야기(The NeverEnding Story)》 (개봉: 1984년 (유럽&미국), 1985년 (일본))) (브라지라의 지구파괴계획)

괴인
- 1화: 덩어리의 미조그(塊のミゾーグ) (패러디 원본: 《미지와의 조우(Close Encounters Of The Third Kind)》 (개봉: 1978년 (미국&일본)))
- 2화: UFO의 자르워크(UFOのザルワック) (패러디 원본: 《혹성탈출(Planet of the Apes)》 (개봉: 1968년 (미국&일본)))
- 3화: 빙설의 유제이크스(氷雪のユウゼイクス) (패러디 원본: 《괴물(The Thing)》 (개봉: 1982년 (미국), 1983년 (일본)))
- 4화: 뮤직의 마즈아터(ミューズィックのマズアータ) (패러디 원본: 《화성침공(Mars Attacks!)》 (개봉: 1997년 (미국&일본)))
- 5화: 유감의 우츠세르조(流感のウチュセルゾー) (패러디 원본: 《우주전쟁(The War of the Worlds)》 (개봉: 1953년 (미국&일본)))
- 6화: 위타천의 히도(韋駄天のヒドウ) (패러디 원본: 《히든(The Hidden)》 (개봉: 1988년 (미국), 1989년 (일본)))
- 7화: 연구의 아바우터(研究のアバウタ) (패러디 원본: 《아바타(Avatar)》 (개봉: 2010년 (미국&일본)))
- 8화: 엉터리의 판다호(出鱈目のファンダホー) (패러디 원본: 《판타스틱 4(Fantastic Four)》 (개봉: 2005년 (미국&일본)))
- 9화: 여왕벌의 이리언(女王蜂のイリアン) (패러디 원본: 《에이리언(Alien)》 (개봉: 1979년 (미국&일본)))
- 10화: 5000도씨의 크라스니고(5000 °Cのクラスニーゴ) (패러디 원본: 《스타 파이어(Solar Crisis)》 (개봉: 1990년 (일본), 1992년 (유럽), 1993년 (미국)))
- 11화: 전격의 요크바방카(電撃のヨークババンガー) (패러디 원본: 《8번가의 기적(Batteries Not Included)》 (개봉: 1988년 (미국&일본)))
- 13화: 변종의 파워드다크(変わり種のパワードダーク) (패러디 원본: 《하워드 덕(Howard The Duck)》 (개봉: 1986년 (미국), 1987년 (일본)))
- 14화: 위성의 타게이트(衛星のターゲイト) (패러디 원본: 《스타게이트(Stargate)》 (개봉: 1995년 (미국&일본)))
- 17화: 흑토의 토마레즈(ツチノコのト稀ヅ) (패러디 원본: 《불가사리(Tremors)》 (개봉: 1990년 (미국&일본)))
- 18화: 미이라의 제이브(ミイラのゼイ腐) (패러디 원본: 《화성인 지구 정복(They Live)》 (개봉: 1989년 (미국&일본)))
- 19화: 카파의 기엠로우(河童のギエム郎) (패러디 원본: 《괴물》 (개봉: 2006년 (한국&일본)))
- 20화: 케사랑파사랑의 페사랑좌(ケサランパサランのペサラン挫) (패러디 원본: 《오페라의 유령(Phantom of the Opera)》 (개봉: 1943년 (미국), 1952년 (일본)))
- 21화: 그렘린의 와라이코승(グレムリンのワライコ僧) (패러디 원본: 《환상특급(Twilight Zone: The Movie)》 (개봉: 1983년 (미국), 1984년 (일본)))
- 21화 ~ 22화: 네시의 우오보소용돌이(ネッシーのウオボ渦) (패러디 원본: 《워터 호스(The Water Horse: Legend of the Deep)》 (개봉: 2008년 (미국&유럽&일본)))
- 23화: 스카이피시의 자이분(スカイフィッシュのザイ粉) (패러디 원본: 《패컬티(The Faculty)》 (개봉: 1999년 (미국&일본)))
- 24화: 프로켄요괴의 세마터령(ブロッケン妖怪のセマッタ霊) (패러디 원본: 《공포의 묘지(Pet Sematary)》 (개봉: 1989년 (미국&일본)))
- 극장판: 초신성의 교텐오&명성의 데인바르트(超新星のギョーテンオー&明星のデインバルト) (패러디 원본: 《캡틴 EO(Captain EO)》 (개봉: 1986년 (미국), 1987년 (일본)) (교텐오), 《딥 임팩트(Deep Impact)》 (개봉: 1998년 (미국&일본)) (데인바르트))
- 25화: 요정의 사라와테레거(妖精のサラワレテ居) (패러디 원본: 《페어리 테일(Fairy Tale: A True Story)》 (개봉: 1998년 (미국&유럽), 1999년 (일본)))
- 26화: 천구의 힛도(天狗のヒッ斗) (패러디 원본: 《피의 삐에로(It)》 (개봉: 1991년 (미국&일본)))
- 27화: 인어의 죠건(人魚のジョ言) (패러디 원본: 《검은 늪지대의 생명체(Creature from the Black Lagoon)》 (개봉: 1954년 (미국&일본)))
- 28화: 차광기토우의 피카리안(遮光器土偶のピカリ眼) (패러디 원본: 《저주받은 도시(Village of the Damned)》 (개봉: 1995년 (미국), 1996년 (일본)))
- 30화: 맥의 엘름가이몽(獏のエルムガイ夢) (패러디 원본: 《나이트메어(A Nightmare on Elm Street)》 (개봉: 1985년 (미국), 1986년 (일본)))
- 33화: 실드의 잔KT(シールドのザンKT) (패러디 원본: 《조니 5 파괴 작전(Short Circuit)》 (개봉: 1986년 (미국&일본)))
- 34화: 슈트의 잔KT2(シュートのザンKT2) (패러디 원본: 《조니 5 파괴 작전 2(Short Circuit 2)》 (개봉: 1988년 (미국), 1989년 (일본)))
- 35화: 마하의 즈테르S(マッハのズテルS) (패러디 원본: 《스텔스(Stealth)》 (개봉: 2005년 (미국), 2006년 (일본)))
- 36화: 스캔의 바자르소LJ(スキャンのバザルソLJ) (패러디 원본: 《유니버셜 솔져(Universal Soldier)》 (개봉: 1992년 (미국), 1993년 (일본)))
- 37화: 바이탈의 아도보르테G(バイタルのアドボルテG) (패러디 원본: 《아드레날린 24 2(Crank 2: High Voltage)》 (개봉: 2009년 (미국&일본)))
- 39화 ~ 40화: 타이머의 바크트후지ER(タイマーのバクトフージER) (패러디 원본: 《백 투 더 퓨처(Back to the Future)》 (개봉: 1985년 (미국), 1986년 (일본)))
- 41화: 뉴트럴의 아인I(ニュートラルのアインI) (패러디 원본: 《A.I.(A.I.: Artificial Intelligence)》 (개봉: 2001년 (미국&일본)))
- 42화: 이미테이션의 사로게DT(イミテイションのサロゲDT) (가짜 데이터스) (패러디 원본: 《써로게이트(Surrogates)》 (개봉: 2009년 (미국), 2010년 (일본)))
- 43화: 쇼트의 잔KT3(ショートのザンKT3) (패러디 원본: 《조니 5 파괴 작전(Short Circuit)》 (개봉: 1986년 (미국&일본)))
- 46화: 오르타우르스 헤더의 나모노&가타리(オルトウロスヘッダーのナモノ・ガタリ) (내가 엔드의 땅 쐐기) (패러디 원본: 《나니아 연대기(The Chronicles of Narnia)》 (개봉: 2006년 ~ 2011년 (유럽&미국&일본) (2006년: 제1부《사자, 마녀, 그리고 옷장(The Lion, the Witch and the Wardrobe)》, 2008년: 제2부《캐스피언 왕자(Prince Caspian)》, 2011년: 마지막부《새벽 출정호의 항해(The Voyage of the Dawn Treader)》)))
- 47화: 유니베로스 헤더의 바리보르다라(ユニベロスヘッダーのバリ・ボル・ダラ) (내가 엔드의 바다 쐐기) (패러디 원본: 《해리 포터(Harry Potter)》 (개봉: 2002년 ~ 2011년 (유럽&미국&일본) (2002년: 제1부《마법사의 돌(The Philosopher's Stone)》, 2003년: 제2부《비밀의 방(The Chamber of Secrets)》, 2004년: 제3부《아즈카반의 죄수(The Prisoner of Azkaban)》, 2006년: 제4부《불의 잔(The Goblet of Fire)》, 2007년: 제5부《불사조 기사단(The Order of the Phoenix)》, 2009년: 제6부《혼혈 왕자(The Half-Blood Prince)》, 2011년: 마지막부《죽음의 성물(The Deathly Hallows)》)))
- 47화 ~ 48화: 히드라팡 헤더의 로오자리(ヒドラパーンヘッダーのロー・オ・ザー・リ) (내가 엔드의 하늘 쐐기) (패러디 원본: 《반지의 제왕(Lord of the Rings)》 (개봉: 2002년 ~ 2004년 (유럽&미국&일본) (2002년: 제1부《반지 원정대(The Fellowship of the Ring)》, 2003년: 제2부《두 개의 탑(The Two Towers)》, 2004년: 마지막부《왕의 귀환(The Return of the King)》)))
- 고카이저 40화: 샷의 잔KT0(ショットのザンKT0) (패러디 원본: 《조니 5 파괴 작전(Short Circuit)》 (개봉: 1986년 (미국&일본)))

## 등장 메카

### 고세이 머신
- 고세이 드래곤(미라클 드래곤)
- 고세이 피닉스(미라클 피닉스)
- 고세이 스네이크(미라클 스네이크)
- 고세이 타이거(미라클 타이거)
- 고세이 샤크(미라클 샤크)
- 시익 브라더
- 랜딕 브라더
- 스카익 브라더
- 미스틱 브라더
- 그랜디온
- 나이트 브라더

### 로봇
메인 메카
- 1호 메카 - 고세이 그레이트(미라클 그레이트)
- 2호 메카 - 데이터스 하이퍼
- 3호 메카 - 고세이 그라운드(미라클 그라운드)
- 4호 메카 - 고세이 얼티메이트(미라클 얼티밋)

슈퍼 합체
- 슈퍼 합체 1호 메카 - 하이퍼 고세이 그레이트(하이퍼 미라클 킹)
- 슈퍼 합체 2호 메카 - 그라운드 고세이 그레이트(그랜드 미라클 킹)
- 궁극 합체 메카 - 얼티메이트 고세이 그레이트(얼티밋 미라클킹)

## 에피소드
천장전대 고세이저의 에피소드를 세는 단위는 에픽(Epic, エピック 에핏쿠[*])이다.
1. 호성천사, 강림! (護星天使, 降臨! 고세이텐시, 코린![*])
2. 판타스틱 고세이저 (ファンタスティック・ゴセイジャー 판타스팃쿠 고세이자[*])
3. 랜딕 파워, 분열 (ランディックパワー, 分裂 랜딕 파워, 분열[*])
4. 울려라, 천사의 노래 (響け, 天使の歌 히비케, 텐시노 우타[*])
5. 매지컬 하이드 (マジカル·ハイド 마지카루 하이도[*])
6. 브레이크 아웃 고세이저 (ブレイクアウト·ゴセイジャー 부레이쿠아우토 고세이자[*])
7. 대지를 지켜라! (大地を護れ 다이치오 마모레![*])
8. 고세이 파워, 폭주 (ゴセイパワー,暴走 고세이파와, 보소[*])
9. 갓차☆고세이 걸즈 (ガッチャ☆ゴセイガールズ 갓차 고세이 걸즈[*])
10. 하이드의 동료 (ハイドの相棒 하이도노 아이보[*])
11. 스파크, 랜딕 파워 (スパーク·ランディックパワー 스파쿠, 란딧쿠 파와[*])
12. 미라클 고세이 헤더 대집합 (ミラクル·ゴセイヘッダー大集合 미라쿠루 고세이헷다 다이슈고[*])
13. 달려라! 미스틱 러너 (走れ!ミスティックランナー 하시레! 미스팃쿠 란나[*])
14. 최강 태그 탄생! (最強タッグ誕生! 사이쿄 탓구 탄조![*])
15. 카운트다운! 지구의 생명 (カウントダウン!地球の命 카운토다운! 치큐노 이노치[*])
16. 다이나믹 아라타 (ダイナミックアラタ 다이나밋쿠 아라타[*])
17. 새로운 적! 유마수 (新たな敵!幽魔獣 아라타나 테키! 유마주[*])
18. 지구를 정화하는 숙명의 기사 (地球を浄める宿命の騎士 치큐오 키요메루 슈쿠메이노 키시[*])
19. 고세이 나이트는 허락하지 않는다 (ゴセイナイトは許さない 고세이나이토와 유루사나이[*])
20. 폴 인 러브 고세이저 (フォーリンラブ・ゴセイジャー 호린라부 고세이자[*])
21. 엘리건트 에리 (エレガント·エリ 에레간토 에리, 파티시에가 된 에리[*])
22. 오버 더 레인보우 (オーバー·ザ·レインボー 오바 자 레인보[*])
23. 불타라! 고세이저 (燃えろ!ゴセイジャー 모에로! 고세이자[*])
24. 미라클 어택 고세이저 (ミラクルアタック·ゴセイジャー 미라쿠루아탓쿠 고세이자[*])
25. 노스탤직 모네 (ノスタルジック・モネ 노스타루짓쿠 모네[*])
26. 호성천사, 폭소! (護星天使,爆笑! 고세이텐시, 바쿠쇼![*])
27. 눈을 떠라, 아그리! (目覚めろ,アグリ! 메자메로! 아구리![*])
28. 아버지의 보물 (おとうさんの宝物 오토산노 타카라모노[*])
29. 고세이저를 봉인해라! (ゴセイジャーを封印せよ! 고세이자오 후인세요![*])
30. 로맨틱 에리 (ロマンティック·エリ 로만팃쿠 에리[*])
31. 네버 기브 업! 고세이저 (ネバーギブアップ!ゴセイジャー 네바 기부 앗푸! 고세이자[*])
32. 궁극의 기적을 일으켜라! (究極の奇跡を起こせ! 큐쿄쿠노 키세키오 오코세![*])
33. 공포의 마트린티스 제국 (恐怖のマトリンティス帝国 쿄후노 마토린티스 테이코쿠[*])
34. 고세이 나이트 저스티스 (ゴセイナイト・ジャスティス 고세이 나이토 자스티스[*])
35. 퍼펙트 리더를 찾아라! (パーフェクトリーダーを探せ！ 파펙토 리다오 사가세![*])
36. 달려라, 아그리! (走れ、アグリ！ 하시레, 아그리![*])
37. 익사이트 모네 (エキサイト・モネ 에키사이토 모네[*])
38. 앨리스 VS 고세이 나이트 (アリスVSゴセイナイト 아리스 바사스 고세이 나이토[*])
39. 에픽 제로 (エピック・ゼロ 에핏쿠 제로[*])
40. 스트롱 아라타 (ストロング・アラタ 스토롱구 아라타[*])
41. 폭발! 동료의 인연 (爆発！仲間の絆 바쿠하츠! 나카마노 키즈나[*])
42. 정열적인 하이드(情熱的ハイド 조네츠 하이도[*])
43. 제국의 총공격(帝国総攻撃 테이코쿠 소코게키[*])
44. 궁국의 최종 결전(究極の最終決戦 큐쿄쿠노 사이슈 켓센[*])
45. 구성주, 탄생(救星主、誕生 큐세이슈, 탄조[*])
46. 노려진 고세이 나이트(狙われたゴセイナイト 네라와라타 고세이 나이토[*])
47. 지구구성계획의 함정(地球救星計画の罠 치큐큐세이케이카쿠노 와나[*])
48. 싸우는 고세이 파워(闘うゴセイパワー 타타카우 고세이 파와[*])
49. 미래로의 싸움(未来への戦い 미라이에노 타타카이[*])
50. 지구를 지키는 것은 천사의 사명(地球を護るは天使の使命 호시오 마모루노와 텐시노 시메이[*]) (최종회)

## 특별판

### 에픽 온 더 무비
천장전대 고세이저 에픽 온 더 무비(天装戦隊ゴセイジャー エピックON THEムービー 덴소센타이 고세이자 에핏쿠 온 자 무비[*])는 2010년 8월 7일에 개봉한 천장전대 고세이저의 극장판으로, 가면라이더 더블의 극장판과 동시에 개봉하였다. 우주학멸군단 워스타의 몬스 드레이크와 데레프타가 사망한 이후에 등장하는 워스타의 잔당과의 대결을 다루고 있다.

### 천장전대 고세이저 vs. 신켄저
천장전대 고세이저 vs. 신켄저: 에픽 온 은막(天装戦隊ゴセイジャーVSシンケンジャー エピック on 銀幕 텐소센타이 고세이자 타이 신켄자 에핏쿠 온 긴마쿠[*])는 2011년 1월 22일에 개봉된다. 고세이저와 신켄저의 등장인물이 출현한다.

### 돌아온 고세이저
돌아온 고세이저는 최종화이후 아이돌스타가 된 고세이저들의 이야기를 다루고 있다.

## 캐스트
- 아라타: 치바 유다이(千葉 雄大)[9]
- 에리: 사토 리카(さとう 里香[10]
- 아그리: 하마오 쿄스케(浜尾 京介)[11]
- 모네: 니와 미키호(にわ みきほ)[12]
- 하이드: 오노 켄토(小野 健斗)
- 고세이 나이트의 목소리: 코니시 카츠유키(小西 克幸)
- 아마치 노조무: 나카무라 사쿠야(中村 咲哉)
- 아마치 슈이치로 박사: 야마다 루이 53세(山田ルイ53世 야마다 루이 고주산세이[*])
- 데이터스의 목소리: 미야타 코우키(宮田 幸季)
- 몬스 드레이크의 목소리: 이이즈카 쇼조(飯塚 昭三)
- 유성의 데레프타의 목소리: 코야마 리키야(小山 力也)
- 브레드런, 브라지라의 목소리: 토비타 노부오(飛田 展男)
- 블롭의 마쿠인의 목소리: 차후린(茶風林 차풍림[*])
- 빅풋의 킹곤의 목소리: 타카구치 코스케(高口 公介)
- 내레이션, 마스터 헤드의 목소리: 사와키 이쿠야(沢木 郁也)

### 특별출연
- 마지스 (고세이 그린, 10화): 이토 요스케(伊藤 陽佑)
- 타무라 사토시 (19화): 오가와 테루아키(小川 輝晃)
- 타무라 쿄코 (19화): 히로세 사토미(広瀬 仁美)
- 보이 (16화) : 하시모토 타쿠미

### 슈트 배우
- 고세이 레드, 고세이 그린: 타케우치 야스히로(竹内 康博)
- 고세이 핑크: 하치스카 유이치(蜂須賀 祐一)
- 고세이 블랙: 오시카와 요시후미(押川 善文)
- 고세이 옐로: 노가와 미즈호(野川 瑞穂)
- 고세이 블루: 후쿠자와 히로후미(福沢 博文), 이토 마코토(伊藤 慎)
- 고세이 나이트, 데레프타, 고세이 그라운드: 오카모토 지로(岡元 次郎)
- 몬스 드레이크, 킹곤, 고세이 그레이트: 쿠사카 히데아키(日下 秀明)
- 브레드런, 브라지라: 세이케 리이치(清家 利一)
- 마쿠인: 오오바야시 마사루(大林 勝)
- 데이터스: 카미오 나오코(神尾 直子)
- 데이터스 하이퍼: 사토 타이스케(佐藤 太輔)

## 주제가
오프닝
- "천장전대 고세이저" (天装戦隊ゴセイジャー 덴소센타이 고세이자[*])
  - 작사: 요시모토 유미
  - 작곡: YOFFY
  - 편곡: 가고시마 히로아키
  - 노래: NoB (Project.R)

엔딩
- "갓차☆고세이저(ガッチャ☆ゴセイジャー 갓차 고세이자[*])
  - 작사: 후지바야시 쇼코
  - 작곡: 이와사키 다카후미
  - 편곡: 오이시 겐이치로
  - 노래: 다카하시 히데유키
  - 사용 에피소드: 1화 ~ 7화, 12화, 15화 ~ 16화, 22화, 28화, 31화, 33화

- "갓차☆고세이저 TYPE 2 리믹스(ガッチャ☆ゴセイジャー TYPE 2 REMIX 갓차 고세이자 다이푸 쓰 리밋쿠스[*])
  - 작사: 후지바야시 쇼코
  - 작곡: 이와사키 다카후미
  - 편곡: 오이시 겐이치로
  - 노래: 다카하시 히데유키
  - 사용 에피소드: 8화 ~ 11화, 13화 ~ 14화, 17화 ~ 21화, 23화 ~ 27화, 29화 ~ 30화, 32화, 34화 ~ 49화

주제가는 2010년 3월 17일에 가라오케 버전을 포함하여 발매되었다. 또한 컬럼비아 뮤직 엔터테인먼트는 NoB와 고세이 레드가 피쳐링한 오프닝 테마의 뮤직 비디오를 유튜브에 공개하였다.